# Sherborne Castle

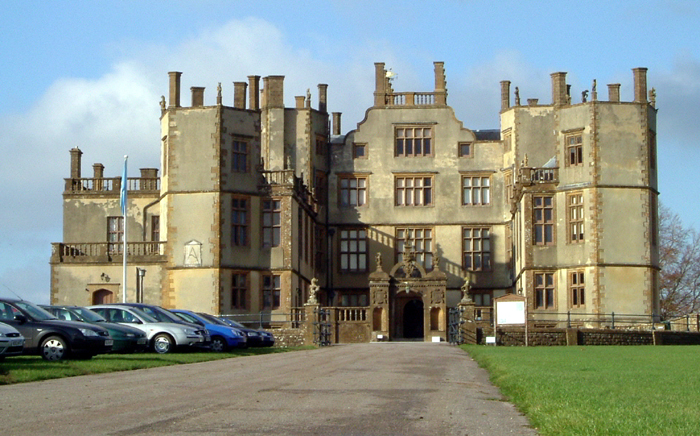
Die Front von Sherborne New Castle

Sherborne Castle ist ein Herrenhaus südöstlich von Sherborne in der englischen Grafschaft Dorset. Das Haus wurde im 16. Jahrhundert im Tudorstil erbaut. Der 490 Hektar große Park bildet nur einen kleinen Teil der 61 km² großen Ländereien der Barone Digby.

## Sherborne Old Castle

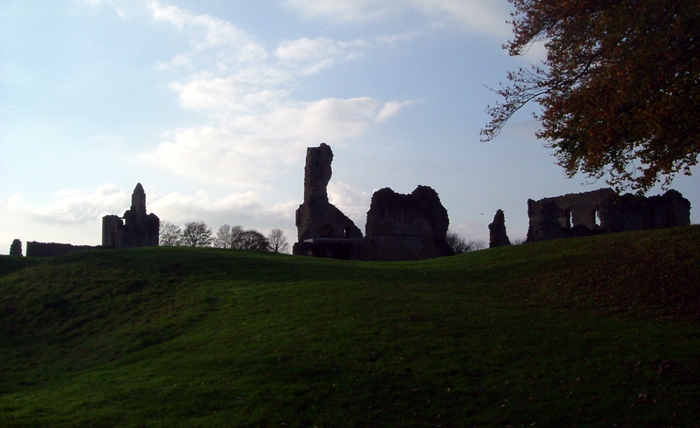
Die Ruine von Sherborne Old Castle

Sherborne Old Castle ist die Ruine einer Burg aus dem 12. Jahrhundert, die sich auf dem Anwesen des Herrenhauses befindet. Die alte Burg ließ Roger von Salisbury, Bischof von Salisbury und Lordkanzler von England als Festung errichten und auch Ende des 16. Jahrhunderts befand sie sich noch in Händen der Kirche.

## Sherborne Lodge
Nachdem Sir Walter Raleigh auf seinem Weg nach Plymouth Sherborne durchquert hatte, verliebte er sich in die Burg und Elisabeth I. requirierte das Anwesen und gab des Sir Raleigh 1592 zu Lehen. Raleigh ließ aber nicht die alte Burg wieder herrichten, sondern entschloss sich, ein neues Wohnhaus für gelegentliche Besuche bauen zu lassen, und zwar in dem damals für den Adel üblichen Form für untergeordnete Wohnhäuser, oft architektonisch kultiviert, die damals „Lodge“ genannt wurde. Das neue Haus, Sherborne Lodge, war ein rechteckiges, vierstöckiges Gebäude, das 1594 vollendet wurde. Der Geschichtswissenschaftler John Aubrey erinnert sich daran als „eine feine Lodge im Park, aus Ziegeln gebaut, nicht groß, aber sehr passend für seine Größe, ein Platz, um sich den Sommer über vom Hof zurückzuziehen, nachzudenken, etc.“ Es besaß vier mehreckige Ecktürme mit geneigtem Mauerwerk, als ob sie militärischen Zwecken gedient hätten. Nicholas Cooper meint, dass „dies vermutlich eine Reverenz an das alte Gebäude“ darstellen sollte. Das damals fortschrittlichste Detail war der Eingang, der in einem der Ecktürme versteckt war, als wollte er nicht die offensichtliche Symmetrie der Fassade stören, die auf einen rechteckigen Vorhof hin zentriert war. Das Vestibül enthielt auch eine Wendeltreppe und führte direkt zur großen Halle.
Während Raleighs Gefängnisaufenthalt im Tower of London gab König Jakob I. das Anwesen Robert Carr zu Lehen und verkaufte es 1617 an Sir John Digby, 1. Earl of Bristol. In den 1620er-Jahren ließ die Familie Digby vier Flügel an das Haus anbauen, um die Lodge zu einem permanenten Sitz zu machen. Die vier Flügel entsprachen im Baustil dem originalen Haus und die vier Türme blieben erhalten.

## Sherborne New Castle

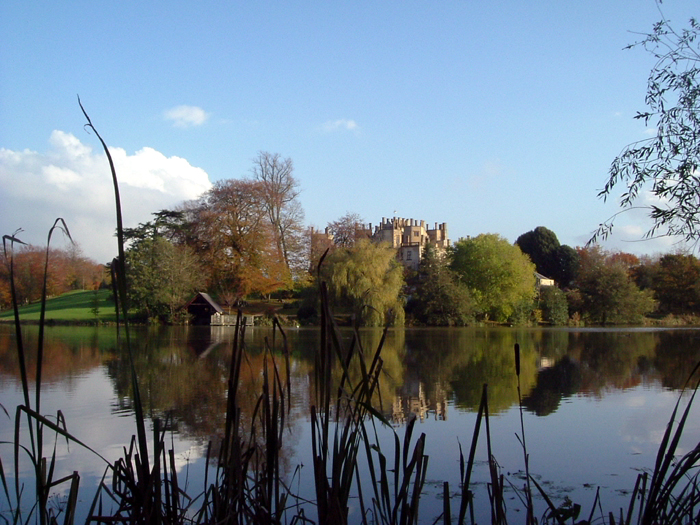
Browns See in Digbys Garten

Im englischen Bürgerkrieg war Sherborne stramm royalistisch und General Fairfax von den Roundheads hinterließ 1645 die alte Burg in Ruinen. Mit dem Namen „Sherborne Castle“ wurde dann das neue Haus bezeichnet, auch wenn es heute eher „Sherborne New Castle“ benannt wird, im Unterschied zur Ruine, die als „Sherborne Old Castle“ bezeichnet wird. 
Anfang und Mitte des 18. Jahrhunderts gestalteten William Digby, 5. Baron Digby, der das Anwesen beplante, das Alexander Pope so lobte, und seine Erben, Edward, der 1752 erbte, und Henry die heute sichtbaren Gärten der Burg einschließlich des Sees, der von Capability Brown angelegt wurde und neue und alte Burg trennt. Die Ruinen der alten Burg sind Teil der Gärten. Sie lugen zwischen den Bäumen auf der anderen Seite des Sees hervor. König Georg III. besuchte Haus und Gärten 1789, kurz bevor er Henry Digby, den 7. Baron, zum Earl ernannte. Als Edward Digby, 2. und letzter Earl Digby, 1856 starb, fiel das Haus an die Familie Wingfield Digby, denen es heute noch gehört. Das Haus wurde von Architekt Philip Charles Hardwick modernisiert.
Im Ersten Weltkrieg wurde das Herrenhaus vom Roten Kreuz als Krankenhaus genutzt und im Zweiten Weltkrieg als Hauptquartier der Kommandos, die an der Operation Neptune beteiligt waren.
Die Gärten sind die meiste Zeit des Jahres öffentlich zugänglich und das Herrenhaus kann an den meisten Samstagen besichtigt werden. Auf dem Anwesen finden öfters besondere Veranstaltungen statt, wie z. B. Konzerte und Feuerwerksaufführungen. Die alte Burg wurde von English Heritage gemietet und von den Gärten abgetrennt.